# Video composito

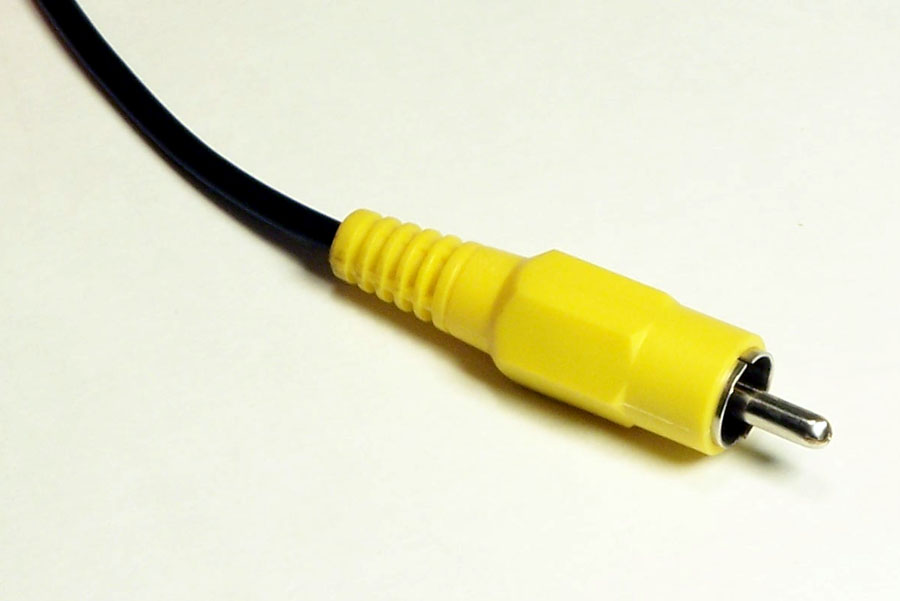
Connettore RCA, usato comunemente per il video composito

Il video composito, sigla CVBS dall'inglese Composite Video Blanking and Sync o Color Video Blanking and Sync, è un tipo di formato video analogico che si contrappone al video a componenti.
Il video composito si contraddistingue dal video a componenti per il fatto di avere le informazioni componenti il video (luminanza, crominanza, sincronismi d'immagine e di colore) miscelate in un unico flusso informativo, quindi di norma ha una qualità peggiore rispetto al video a componenti in quanto è estremamente difficile impedire che le componenti video interferiscano tra loro.
Il video composito è trasmesso a distanza attraverso cavi coassiali di tipo RG-59, o equivalenti, aventi impedenza caratteristica di 75 Ω.

## Composizione

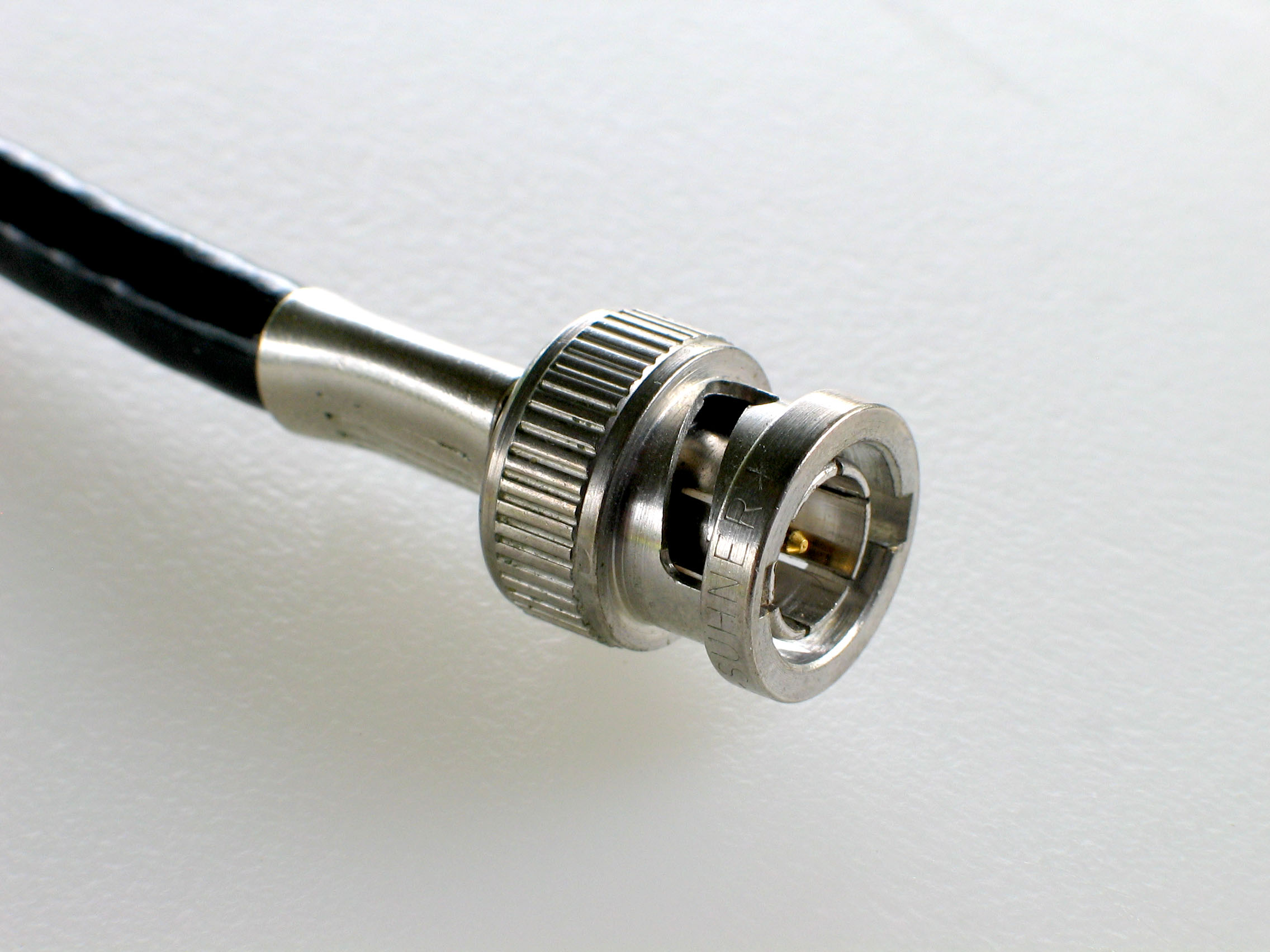
Connettore BNC, utilizzato per il video composito in campo professionale. Questo tipo di connettore è usato anche per ogni tipo di video analogico e digitale.

Lo spettro del video composito può raggiungere i 5,3 MHz. L'ampiezza standard è di 1 volt picco-picco, di cui 300mV di sincronismi. Al di sopra di questi si trova il video, con il bianco a +700mV rispetto al nero. Il segnale video composito viene normalmente accoppiato in alternata: per questo, per poterlo riprodurre o elaborare è necessario fissarlo mediante un circuito di clamp, che prende come riferimento di nero il valore medio del burst.
Il video composito è la somma elettrica della luminanza (Y) e della crominanza (C), modulata in ampiezza e fase su una sottoportante a circa 3,58 MHz (nello standard televisivo NTSC) o 4,43361875 MHz (nello standard televisivo PAL). La crominanza è modulata in frequenza nello standard televisivo SÉCAM.
Il sistema della sottoportante di crominanza permette al video composito di essere retrocompatibile con i sistemi in bianco e nero. Per contro, viene persa una parte del dettaglio della banda video che coincide con la banda della sottoportante colore quando il video composito viene processato per separare il colore dalla luminanza. Inoltre, rari e particolari dettagli della luminanza possono andare a cadere nella ristretta banda occupata dalla crominanza e venire decodificati dell'apparato ricevente come informazioni di crominanza (cross-color), producendo colori indesiderati su aree con righe verticali in bianco e nero molto ravvicinate. Una classica situazione in cui questo difetto si manifesta è quando sono inquadrati abiti e cravatte a righe sottili. Il problema può essere risolto allargando o stringendo leggermente l'inquadratura mediante lo zoom.

## Codifica
Nello standard PAL il sincronismo della componente colore è detto burst e si compone di dieci cicli di riferimento della durata di 2,2 μs immediatamente dopo il sincronismo di riga. Il burst serve per sincronizzare in fase l'oscillatore quarzato presente nei ricevitori televisivi o monitor.
Nello standard PAL (utilizzato anche in Italia), la componente colore è ottenuta attraverso la modulazione di una portante colore a 4,43361875 MHz. Precisamente, la modulazione di ampiezza determina la saturazione del colore sullo schermo, mentre la modulazione di fase determina la tinta cromatica.
Il segnale in bianco e nero, ottenuto attraverso la somma delle componenti primarie di colore (11% blu + 30% rosso + 59% verde), è sostanzialmente identico al segnale bianco e nero creato con una sorgente di ripresa in bianco e nero (vidicon, saticon, plumbicon, ccd). Le percentuali così ottenute formano il solo segnale video bianco e nero con ampiezza di 0,7 Volt.
Al segnale bianco e nero vengono sommati i sincronismi orizzontale e verticale di quadro e semiquadro di ampiezza -0,3 volt, ottenendo un segnale bianco e nero di 1 Volt.
La componente colore viene ottenuta trasmettendo i soli segnali di differenza del rosso e del blu (il verde si ottiene sottraendo rosso e blu della luminanza) attraverso la modulazione in quadratura di una portante (carrier) a 4,43361875 MHz.
I segnali di differenza del rosso e del blu sono derivati dalla sottrazione dagli stessi della luminanza e sono indicati come R-Y e B-Y. Questi segnali vengono percentualmente ridotti (a causa di problemi di sovramodulazione nella trasmissione in radiofrequenza del segnale televisivo) e ridenominati rispettivamente con V ed U.
La modulazione in quadratura si ottiene attraverso la somma vettoriale di due portanti, identiche in frequenza ma sfasate di 90°, opportunamente modulate in ampiezza.
La modulazione in ampiezza e fase del segnale colore finale si ottiene con la modulazione in quadratura, ovvero si utilizzano due portanti derivate dallo stesso oscillatore ma sfasate tra loro di 90° (quadratura), sullo stesso principio del seno/coseno. Una portante viene modulata dalla differenza del blu, mentre la portante sfasata di 90° viene modulata dalla differenza del rosso.
La somma delle due portanti modulate in ampiezza crea il segnale colore. L'ampiezza massima caratteristica di picco è di 0,3 Volt a 4,433 MHz. Ampiezza e fase sono variabili in funzione del contenuto dei segnali di differenza colore, ovvero della saturazione e della tinta del soggetto ripreso dalla telecamera o creato attraverso altri sistemi quali macchine grafiche, videogiochi, computer, macchine fotografiche digitali, eccetera.
Nel sistema PAL, per ottenere la correzione del ritardo di fase presente nel sistema NTSC, dovuto a fattori di trasmissione o distorsione o elaborazione del segnale che causano variazioni della tinta del colore in riproduzione, la componente U cioè il segnale R-Y viene sfasata a una riga di + 90° e alla riga successiva di -90° (equivalente a +270°).
La somma vettoriale di due righe colore soggette ad un ritardo di fase restituisce la fase corretta, in quanto la riga successiva invertita contiene lo stesso segnale a +270° riportato a 90° ma con l'errore invertito e vettorialmente annullato.
Al segnale colore viene aggiunta, di riga in riga, una serie di 10 impulsi (burst) per sincronizzare in fase l'oscillatore quarzato presente nei circuiti di decodifica del colore. Il burst colore si trova in una zona del segnale che corrisponde a una zona non visibile della riga visualizzata sullo schermo. Questa zona si trova immediatamente dopo il termine dell'impulso di sincronismo di riga, nel supernero. Il supernero è la cancellazione di traccia ed è il tempo che il fascio di elettroni proiettato sullo schermo impiega per tornare dal margine destro al margine sinistro.
I due segnali, luminanza (bianco e nero + sincronismi) e crominanza (colore + burst), formano il classico segnale component o S - derivato da S-VHS. Con questi due segnali si ottiene un'ottima riproduzione del bianco e nero e dei dettagli, ma si ottiene una limitazione nel dettaglio colore.
Sommati tra loro formano il segnale video composito.

## Decodifica
I circuiti di decodifica separano dal segnale video composito il segnale di crominanza ed il segnale di luminanza il quale viene filtrato della componente a 4.433 MHz in modo da non creare un disturbo a reticolato rappresentato dalla componente colore. La frequenza della portante colore non è stata scelta a caso, ma crea un preciso reticolato di cicli positivi e negativi, in fase con sincronismo di riga, creando una scacchiera composta da quattro semiquadri positivi e quattro semiquadri negativi, in modo tale da ridurre al minimo il disturbo colore nei vecchi televisori o monitor in bianco e nero . Apposite ed elaborate circuiterie fanno in modo di recuperare il dettaglio successivo dello spettro fino a 5,3 MHz per mantenere un dettaglio sufficientemente valido.
Un circuito separa dal segnale composito i segnali di sincronismo verticale ed orizzontale.
Dal primo fronte negativo del segnale di sincronismo orizzontale viene ricavata una finestra che serve a far passare il burst colore per sincronizzare in frequenza ed in fase l'oscillatore colore quarzato dei circuiti di decodifica del colore. In circuito colore ricostruisce i segnali della portante in quadratura e, attraverso il confronto col segnale colore ricevuto, ne ricava le differenze colore B-Y ed R-Y. Il sistema PAL, per ovviare alle differenze di fase colore che porterebbero ad errori cromatici nel ricevitore, utilizza il ritardo del segnale di una riga viene ottenuto nei ricevitori attraverso l utilizzo di una linea di ritardo ad onda superficiale pari a 64 μs, per invertire l'errore di fase e sommarlo al segnale successivo, annullandolo vettorialmente.
A questi due segnali viene sommata la luminanza e si ricava Y+(B-Y)=B e Y+(R-Y)=R
Con una matrice resistiva, attraverso la sottrazione di R e di B da Y, si ricava il verde G.
Le componenti RGB vengono inviate al cinescopio il quale provvederà a visualizzare le componenti RGB sullo schermo, illuminando i corrispondenti fosfori colorati in modo da ottenere l'immagine a colori.

## Tecniche digitali
Nelle tecniche moderne digitali, il segnale non viene più trattato in modo analogico, ma le componenti dei colori vengono immediatamente convertite in digitale con un bitrate a circa 13,4 MHz. Il fatto che l'occhio umano ha minor capacità di dettaglio sui colori rispetto al bianco e nero, ha fatto sì che non fosse necessario tenere lo stesso dettaglio per i singoli punti di colore; vengono, quindi, inserite alternativamente le differenze di colore tra i dati di luminanza con lo schema detto 4.2.2:
Y, R-Y, Y, B-Y, Y, R-Y...